# 607 (Gran Valparaíso)
El servicio 607 (ex línea 142 Sol De Reñaca) es un recorrido de buses urbanos de la ciudad de Gran Valparaíso. Opera entre el Sector Playa Ancha pasando por la Avenida Alemania en la comuna de Valparaíso y el sector de Reñaca en la comuna de Viña Del Mar.
Forma parte de la Unidad 6 del sistema de buses urbanos de la ciudad de Gran Valparaíso, aun sigue siendo operada por la empresa  de buses Sol De Reñaca bajo el nombre de Buses Gran Valparaíso S.A. la  cual  en conjunto con las empresas Central Placeres y Verde Mar representan las unidades 5 (color verde y rojo) y la unidad 6 ( color crema y rojo)

## Zonas que sirve
|  | Valparaíso   |
|  | Viña Del Mar |

## Recorrido[1]
| - Valparaíso - Camino La Pólvora - Baden Powell - Santa María - Levarte - Av. Central - Camino Quebrada Verde - Camino Cintura - Guillermo Munich - Plazuela San Luis - Av. Alemania - Cumming - Av. Ecuador - Condell - Edwards - Yungay - Av. Argentina - Av. España - Viña Del Mar - Av. España - Álvarez - Plaza Sucre - Av. Valparaíso - Plaza Vergara - Arlegui - Puente Libertad - Av. Libertad - 18 Norte - Av. Jorge Montt - Av. Borgoño - Vickuña Mackenna - Av. Bernardo O´Higgins - General Bulnes - Martín De Salvatierra | - Viña Del Mar - Martín De Salvatierra - General Bulnes - Av. Bernardo O´Higgins - Vickuña Mackenna - Av. Borgoño - Av. Ignacio Carrera Pinto - Av. Borgoño - Av. Jorge Montt - 15 Norte - Av. Libertad - Puente Libertad - Arlegui - Von Schroeders - Av. Valparaíso - Viana - Av. España - Valparaíso - Av. España - Av. Argentina - Chacabuco - Salvador Donoso - Av. Ecuador - Cumming - Crucero Ajax - Atahualpa - Av. Alemania - Plazuela San Luis - Guillermo Munnich - Camino Cintura - Camino Quebrada Verde - Av. Central - Levarte - Santa María - Baden Powell - Camino La Pólvora |